# Partit Nacional Nòrdic
El Partit Nacional Nòrdic (en suec: Nordiska rikspartiet, NRP) fou un partit polític neonazi suec. Fundat el 1956 amb el nom de Lliga Nacionalsocialista de Combat de Suècia (suec: Sveriges nationalsocialistiska kampförbund) per Göran Assar Oredsson. Oredsson va ser també el líder del partit, a excepció del 1975 al 1978, en què va dedicar-se a escriure la seva autobiografia Prisat Vare allt som gjort mig hardare ("Beneït sigui tot el que m'ha fet més fort"). Durant aquest temps, la seva esposa, Vera Oredsson, va assumir el paper com a líder del partit i es va convertir en la primera líder femenina d'un partit a Suècia.
Els tres punts bàsics del programa polític del PNR eren el nacionalisme, el socialisme i la llibertat.
El 1973, l'NPR va concórrer a les eleccions al Parlament suec, però no va obtenir suficients vots per treure cap escó. El 2009 el partit es va dissoldre després de 53 anys.